# Donja Bebrina
Donja Bebrina is een plaats in de gemeente Klakar in de Kroatische provincie Brod-Posavina. De plaats telt 469 inwoners (2001).